# Roman Battaglia
Roman Roger Adam Maria Guido Battaglia (ur. 5 kwietnia 1903 w Wiedniu, zm. po 1947) – polski dyplomata i publicysta.

## Życiorys
Roman Roger Adam Maria Guido Battaglia urodził się 5 kwietnia 1903. Pochodził z rodziny o korzeniach włoskich. Był wnukiem Gwidona (dziadek poświęcił mu swoje wspomnienia), synem Rogera i Kazimiery z domu Kirchmayer oraz bratankiem Andrzeja. Z uwagi na zmienne miejsca pracy ojca kształcił się w szkołach we Lwowie, w Wiedniu, w Zakopanem i w Krakowie. W 1919 ukończył VI klasę w IV Gimnazjum Realnym im. Henryka Sienkiewicza w Krakowie. W 1927 ukończył studia prawnicze na Wydziale Prawa i Administracji Uniwersytetu Jagiellońskiego, a później Akademię Handlową w Krakowie i Instytut Solvay w Brukseli. Uzyskał stopień doktora praw.
Od 26 października 1927 do 10 października 1929 pracował jako praktykant w Ministerstwie Spraw Zagranicznych w Warszawie. Od 10 października 1929 do 31 stycznia 1931 był referentem w charakterze sekretarza przy Trybunale Mieszanym Rozjemczym Polsko-Niemieckim w Paryżu. Następnie powrócił do centrali MSZ w Warszawie, gdzie od 1 lutego 1932 był referentem w Departamencie Politycznym, radcą tamże od 1 sierpnia 1934, radcą ekonomicznym od 1 września 1934. Od 1 marca 1935 był radcą w Komisariacie Generalnym RP w Wolnym Mieście Gdańsku. W 1937 ożenił się z Anielą Kleber.
Udzielał się jako publicysta, pisał do „Wiedzy i Życia”, „Przeglądu Współczesnego”, „Polityki Narodów” i innych czasopism. Jako publicysta „Polski Gospodarczej” 24 maja 1933 otrzymał ex aequo drugą nagrodę przyznaną przez Stowarzyszenie Dziennikarzy i Publicystów Gospodarczych w konkursie zorganizowanym przez PKO na temat „Znaczenie i warunki kapitalizacji w Polsce w dobie obecnej” (drugim nagrodzonym był dr Adolf Atlas). Publikował na temat problematyki morskiej, gospodarki Francji, gospodarki światowej. Był uważany za jednego z czołowych publicystów ekonomicznych II Rzeczypospolitej. Działał w redakcji „Rocznika Gdańskiego”.
Podczas II wojny światowej będąc pracownikiem konsulatu RP w Glasgow 10 maja 1941 przebywał nieopodal miejsca, gdzie w tym czasie wylądował Rudolf Heß, po czym służył Brytyjczykom jako tłumacz w jego przesłuchaniu. Po wojnie, zamieszkując w Londynie, 1 stycznia 1948 został naturalizowany w Wielkiej Brytanii.

## Publikacje
- Państwo a kartele, koncerny i trusty (1929)[20]
- Wahania cen i ich przyczyny (1933)[21]
- Prądy polityczne w Polsce i w Europie w ciągu XIX i XX wieku (1935)[22]